# Nyayo

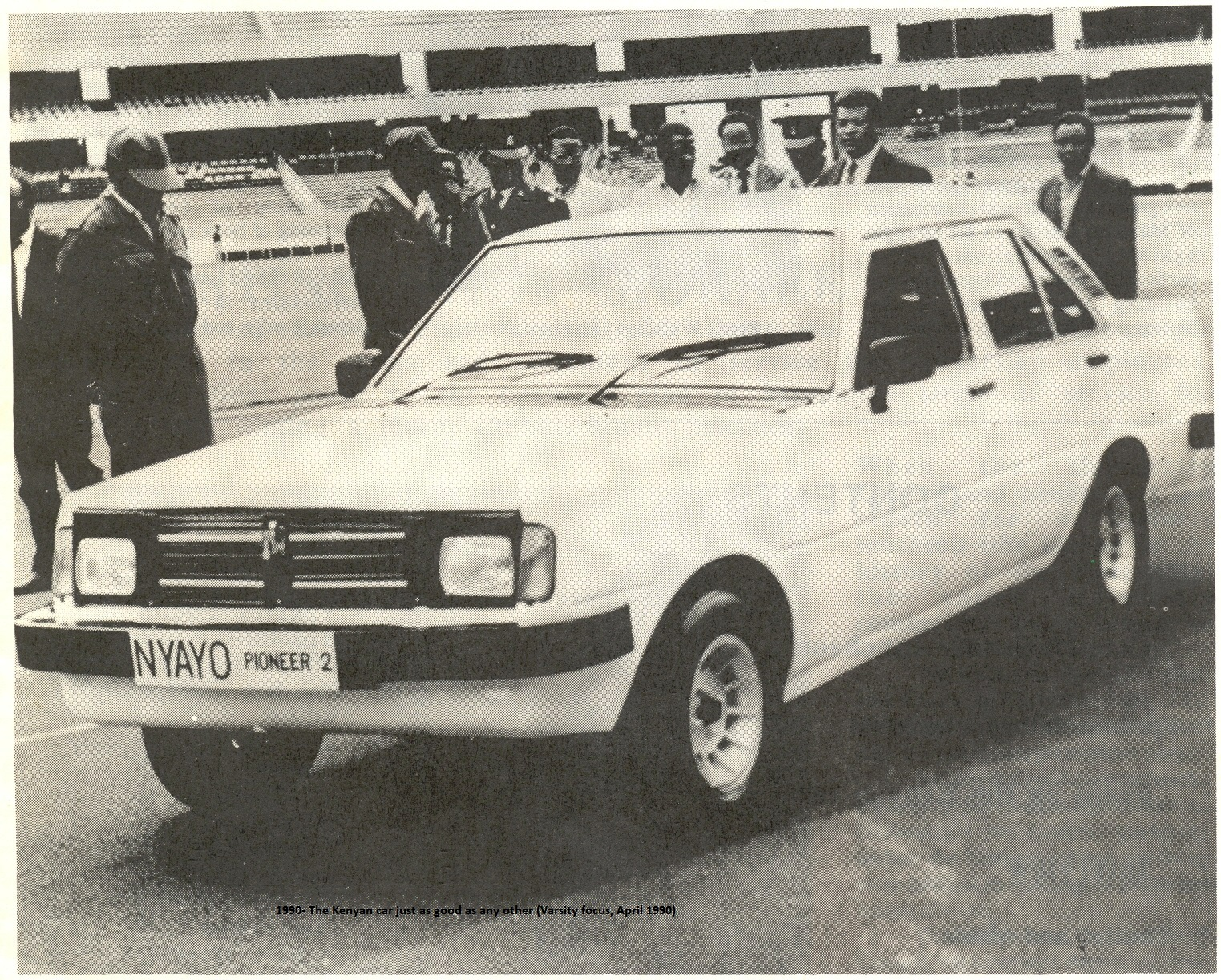
La Nyayo

En 1986, le président du Kenya, Daniel Arap Moi, demande aux ingénieurs de l'université de Nairobi de concevoir une voiture qu'il accepterait « laide et pas très rapide », la Nyayo. La Nyayo est la seule tentative d'un pays africain de concevoir et de produire un véhicule automobile.
Cinq prototypes du véhicule furent construits en mettant à contribution les ateliers de la société nationale de chemins de fer et de l'armée keynianes. Ils portaient le nom de Nyayo Pïoneer et atteignirent la vitesse de 120 km/h sur la route de Mombasa. L'entreprise destinée à la production de masse de la voiture, la « Nyayo Motor Corporation » fut créée mais n'entra jamais en production.
La Nyayo Motor Corporation a donné naissance à la « Numerical Machining Complex Ltd », une agence gouvernementale dépendant du ministère de l'industrialisation, qui revend et forme aux logiciels de conception assistée par ordinateur.

## Référence
1. ↑  Article de Jean-Philippe Rémy paru dans le journal Le Monde du 29 juillet 2011, page 25